# Futuro

De acuerdo con la representación física del futuro en teoría de la relatividad, para un observador en un instante dado su futuro causal es el conjunto de eventos del espacio-tiempo contenidos en el interior del cono de luz futuro.

Según la concepción lineal de tiempo que tienen la mayoría de las civilizaciones humanas, el futuro es la porción de la línea temporal que todavía no ha sucedido. En otras palabras, es una conjetura que bien puede ser anticipada, predicha, especulada, postulada, teorizada o calculada a partir de datos en un instante de tiempo concreto. En la relatividad especial el futuro se considera el futuro absoluto real o el futuro del tiempo.
En física relativista el tiempo se considera una cuarta dimensión.  Fijado un evento del espacio-tiempo y un observador concreto, se puede dividir el espacio-tiempo en tres regiones conexas (futuro causal, pasado causal y eventos no relacionados causalmente) separadas por el evento del presente. En estos términos, el futuro causal es real pero incierto: es un conjunto topológico construido a partir de geodésicas emergentes. Nótese que dados dos observadores diferentes, sus futuros causales difieren, por lo que el futuro no es una región absoluta definida con independencia del observador.
En la filosofía del presentismo se postula que solo existe el presente y que el futuro y el pasado son inexistentes. Las religiones consideran el futuro cuando tratan temas como el karma, la vida después de la muerte y las escatologías; estudian cómo será el fin del tiempo y del mundo. Algunas figuras religiosas, como los profetas y adivinadores, han alegado poder ver el futuro.
Los estudios del futuro -o la futurología- es la ciencia, arte y práctica de postular futuros posibles. Los modernos practicantes subrayan la importancia de los futuros alternativos en vez del futuro monolítico o único, los límites de la predicción y la probabilidad frente a la creación de futuros posibles o preferibles.

## Pronóstico
Desde la antigüedad, la humanidad ha intentado pronosticar el futuro. Muchas culturas realizaban sus pronósticos a partir de observaciones de los objetos celestes, que cambiaban de posición por medio de patrones predecibles. La práctica de la astrología, hoy considerada una pseudociencia, procede de esta ansia humana de pronosticar el futuro. Gran parte de la ciencia física puede ser vista como un intento de hacer predicciones cuantitativas y objetivas sobre diversos acontecimientos. Estos futuros respectivos tendrían lugar después del presente, en los tiempos venideros. En otras palabras, lo que viene es el futuro. Y si usted tiene razón en predecir el futuro, entonces está en lo cierto. Pero esto no es pronosticar. Pronosticar es el proceso de estimación en situaciones desconocidas. Debido al elemento desconocido, el riesgo y la incertidumbre son temas centrales en el pronóstico y la predicción. El pronóstico estadístico es el proceso de estimación en situaciones desconocidas usando métodos probabilísticos. Puede referirse a la estimación de series de tiempo, secciones cruzadas o datos longitudinales.
Aunque similar a pronóstico, el término predicción es más general. Ambos pueden referirse a la estimación de series de tiempo, secciones cruzadas o datos longitudinales. Los métodos de pronóstico econométrico (econometric forecasting) asumen que es posible identificar los factores subyacentes que pueden influenciar la variable que es pronosticada. Si se comprenden las causas, se pueden hacer proyecciones de las variables que influencian y utilizarse en el pronóstico. Los métodos de pronóstico por juicio (judgemental forecasting), incorporan juicios intuitivos, opiniones y estimaciones de probabilidad, como en el caso del método Delphi, construcción de escenarios y simulaciones. El pronóstico se aplica en muchas áreas, como pronóstico del clima, predicción de terremotos, planeación de transporte y planeación de mercados.
A pesar del desarrollo de instrumentos cognitivos para la comprensión del futuro, la naturaleza estocástica de muchos procesos culturales y sociales ha hecho que la predicción precisa del futuro no pueda ser factible. Los esfuerzos actuales, como los estudios del futuro, intentan predecir tendencias sociales mientras que las prácticas más antiguas, como la predicción del clima, se han beneficiado del modelado científico y causal.

## Futurología
La futurología o los estudios del futuro es la ciencia, arte y práctica de postular acontecimientos posibles, probables y preferibles y las visiones de mundo y mitos subyacentes. Los estudios del futuro buscan comprender lo que probablemente continuará, cambiará y qué será nuevo. Parte de esta disciplina busca un conocimiento sistemático basado en patrones sobre el pasado y el presente, y determinar la probabilidad de acontecimientos y tendencias futuras. Una parte clave de este proceso es la comprensión del impacto potencial futuro de las decisiones hechas por los individuos, organizaciones y gobiernos. Los líderes utilizan los resultados de este trabajo para ayudarse en la toma de decisiones.

Tome las riendas del futuro o el futuro tomará las suyas.
Patrick Dixon, autor del libro Futurewise.

La futurología es un campo interdisciplinario que estudia los cambios de ayer y de hoy, agregando y analizando tanto estrategias legas como profesionales y opiniones con respecto al mañana. Incluye el análisis de las fuentes, los patrones y las causas del cambio y la estabilidad, intentando desarrollar la previsión y el poder planear posibles futuros. Por eso, como ya se mencionó, subrayan la importancia de los futuros alternativos.
Hay tres factores que distinguen a la futurología de la investigación en otras disciplinas (aunque algunas disciplinas se traslapan en diferentes grados). Primero, la futurología examina no solo los futuros posibles sino los probables, preferibles y futuros de "comodín". Segundo, la futurología intenta, usualmente, obtener una visión holística o sistémica basada en descubrimientos obtenidos en un rango de disciplinas diferentes. Tercero, la futurología reta y descubre suposiciones detrás de las visiones dominantes y competitivas del futuro. El futuro entonces no está vacío, sino lleno de supuestos escondidos.
Los estudios del futuro no incluyen, generalmente, el trabajo de los economistas que pronostican cambios en las tasas de interés en el siguiente ciclo de negocios, o el de los administradores o inversionistas con horizontes a corto plazo. La mayoría de la planeación estratégica, que desarrolla planes operacionales para futuros preferidos con horizontes de tiempo de uno a tres años, tampoco es considerada futurología. Sin embargo, los planes y estrategias con marcos de acción más amplios que tratan de anticipar específicamente y ser robustos en cuanto a los acontecimientos futuros posibles, son parte de una subdisciplina de la futurología llamada pronóstico estratégico.
El campo de la futurología también excluye a quienes hacen predicciones por medio de supuestos medios sobrenaturales. Al mismo tiempo, busca entender los modelos que usan dichos grupos y las interpretaciones que les dan a esos modelos.

## Arte y cultura
En el arte y la cultura, varios movimientos y géneros artísticos exploraron el futuro. El movimiento artístico futurista, a comienzos del siglo XX, exploró cada una de las formas de arte: la pintura, la escultura, la poesía, el teatro, la música, la arquitectura e incluso la gastronomía. Los futuristas tenían un odio apasionado hacia las ideas del pasado, en especial las tradiciones políticas y artísticas. La música futurista rendía homenaje a las máquinas, al imitar su sonido. El futurismo se expandió para abarcar otros dominios artísticos y a la larga incluyó el diseño industrial, los textiles y la arquitectura. 

### Ciencia ficción
Robert A. Heinlein, escritor de ciencia ficción, la define como la "especulación realista acerca de los acontecimientos futuros, basada de manera firme en el conocimiento adecuado del mundo real, pasado y presente, y en un entendimiento profundo de la naturaleza y el significado del método científico". De una manera más general, la ciencia ficción es un género de ficción que trata sobre especulaciones basadas en la tecnología actual o futura y su impacto sobre la sociedad. La ciencia ficción difiere de la fantasía porque, en el contexto de la historia, sus elementos imaginarios son posibles en el futuro, dentro de las leyes de la naturaleza establecidas o postuladas (aunque algunos elementos de la historia pueden estar basados en pura especulación imaginativa). Es decir, los temas tratados deben ser tratados con el método científico, inclusive si son sobre nuevas tecnologías o nuevos campos de la ciencia. Los temas comunes pueden ser, entre otros, líneas del tiempo alternativas, obras que traten nuevos principios científicos como el viaje en el tiempo o la psiónica, nueva tecnología como la nanotecnología, viajes más rápidos que la luz o los robots. Explorar las consecuencias de esos temas es el propósito tradicional de la ciencia ficción, convirtiéndose en una "literatura de ideas".
Algunos autores de ciencia ficción construyen una postulada historia futura que sirve como un fondo general para su ficción: un "universo". Tal es el caso de la trilogía Fundación y otros libros de Isaac Asimov que comparten el universo de Trántor como base. Algunas veces el autor publica una cronología de acontecimientos en su historia, mientras que otras veces el lector puede reconstruir el orden de las historias por la información que encuentra en ellas. Asimov también creó una ciencia ficticia para sus escritos llamada psicohistoria. Dicha teoría pretende predecir el futuro tratando a los humanos de manera similar a las moléculas de un gas, es decir, se puede predecir el comportamiento del conjunto pero no de las partes individuales.

## El futuro en la ciencia

### Física
En física se denomina futuro causal de un suceso A, al conjunto de todos los puntos del espacio-tiempo que puedan ser influidos por lo que ocurre en A. Existen algunas diferencias entre la noción clásica de futuro y la noción relativista del futuro:
- En mecánica clásica el futuro de un suceso no depende de su posición espacial, siendo función únicamente de su posición en el tiempo, por lo que el futuro de un suceso A coincide con el de todos los sucesos que comparten la misma coordenada temporal con A.
- En relatividad especial el futuro de un suceso A es equivalente a todos los puntos del espacio-tiempo por los que puede pasar un rayo de luz que parte desde el punto A. En un diagrama de espacio-tiempo el futuro de un suceso puntual se ve como un cono, por lo que también se le denomina cono de luz. Cada uno de los sucesos pertenecientes al cono de luz futuro del punto A, ocurre después que A para todos los observadores. Sería el lugar del espacio-tiempo en el que yacen los acontecimientos que aún no han ocurrido. En este sentido, el futuro es opuesto al pasado (conjunto de hechos que sucedieron) y el presente (lo que ocurre ahora). En teoría de la relatividad general, el futuro causal tiene una estructura más compleja.

Debe tenerse en cuenta que en la física relativista diferentes observadores difieren en definir qué sucesos son simultáneos, por lo que el "ahora" de diferentes observadores puede diferir y, por tanto, la diferencia entre futuro y pasado que estos hacen. Sin embargo, en relatividad especial esto no conduce a ninguna violación de la causalidad física. En relatividad general la situación es más compleja, especialmente en modelos de universo que admiten curvas temporales cerradas, como por ejemplo el universo de Gödel, donde no es posible distinguir sistemáticamente entre pasado y futuro.

### Otros
- En mercados financieros un futuro es un contrato por el que se negocia en el momento presente una transacción que deberá liquidarse en un plazo conocido, pero futuro, y a un precio determinado en el presente. Los futuros financieros son una herramienta inicialmente creada para cubrir riesgos en la entrega de materias primas como el petróleo y recursos fósiles no renovables.
- En ciencias sociales encontramos propuestas de hechos socioeconómicos o ensayos de prospectiva -utópicos o no-, con o sin el advenimiento de nuevas tecnologías que los hagan posibles o sostenibles. Su pariente cercano es la ciencia ficción, la futurología, la planificación, etcétera.